# أمجد شلتوني
أمجد شلتوني محرر أول لنشرات الأخبار في قناة الجزيرة من مواليد الأردن عام 1970. عمل محررا لنشرات الأخبار والبرامج الإخبارية في القسم العربي في هيئة الإذاعة البريطانية (بي بي سي) بين عامي 1999و2005 وله مساهمات إعلامية وتدريبية متنوعة وتغطيات متعددة لعدد من الأحداث. يعمل في قناة الجزيرة منذ عام 2005.

## وصلات خارجية
- مدونة أمجد شلتوني